# Luís Mendes Ribeiro Gonçalves
Luís Mendes Ribeiro Gonçalves (Amarante, 7 de fevereiro de 1895 – Rio de Janeiro, outubro de 1982) foi um engenheiro civil, geógrafo, poeta, escritor, professor e político brasileiro, tendo exercido o mandato de senador pelo Piauí.

## Dados biográficos
Filho de Elesbão Ribeiro Gonçalves e Amália Mendes Gonçalves. Fazia parte da tradicional família Coelho Rodrigues de Paulistana, estado do Piauí, com raízes genealógicas na Freguesia de Paço de Sousa, no Distrito do Porto, em Portugal, visto que era pentaneto do casal Domiciana Vieira de Carvalho e Valério Coelho Rodrigues.
Seu pentavô, Valério Coelho Rodrigues, nasceu em Portugal e morou a maior parte de sua vida na Fazenda do Paulista, atualmente município de Paulistana, Piauí. Ele firmou importantes raízes históricas e sociais na Região do Nordeste e gerou uma vasta família com descendência que se projeta na política nacional do Brasil até os dias de hoje.
Como forma de homenagear Valério Coelho Rodrigues, o Governador do Piauí instituiu a Ordem Estadual Valério Coelho Rodrigues, pelo Decreto nº 15.311, de 19 de agosto de 2013, com a finalidade de agraciar cidadãos que se destacam por serviços de excepcional relevância prestados ao Estado.

## Formação e vida acadêmica
Após residir em Amarante, mudou-se para Teresina, onde fez o curso secundário no Liceu Piauiense, partindo depois para Salvador onde matriculou-se na Escola Politécnica da Universidade Federal da Bahia. Formado em Engenharia Civil e Geografia, em 1916 trabalhou na estrada Floriano-Oeiras e representou o Piauí em congressos nacionais de educação e estradas e rodagem. Diretor do Departamento de Agricultura, Viação e Obras Públicas e assessor da direção do Departamento de Correios e Telégrafos, integrou o Clube de Engenharia e foi sócio da Société des Ingénieurs Civils de France.
Além de trabalhar no setor de infraestrutura, foi sócio da Associação Brasileira de Imprensa e do Instituto Histórico e Geográfico do Piauí. Na área de ensino foi professor do Liceu Piauiense e da Escola Normal e membro do Conselho de Ensino do Piauí.
Foi membro e primeiro ocupante da cadeira nº 19 da Academia Piauiense de Letras.

## Vida política
Eleito senador pelo Piauí por voto indireto da Assembleia Constituinte em julho de 1935 para oito anos de mandato, foi cassado pelo Estado Novo em 1937. Durante o referido período de exceção foi membro e segundo vice-presidente do Conselho Nacional do Trabalho (1939-1945) tornando-se representante do Ministério do Trabalho e das instituições da Previdência Social no referido conselho. Após a queda de Getúlio Vargas foi membro do Conselho Federal de Engenharia e Arquitetura e do Conselho Superior de Previdência Social.
Redemocratizado o país em 1945, filiou-se à UDN e foi eleito senador pelo Piauí em 1947 para quatro anos de mandato e ao voltar ao parlamento votou contra a cassação dos mandatos comunistas, medida afinal aprovada. Licenciou-se do mandato em 1949 para assumir a Secretaria de Saúde e o cargo de secretário-geral do estado do Piauí no governo José da Rocha Furtado sendo derrotado por Arêa Leão ao tentar a reeleição em 1950.
Com o retorno de Getúlio Vargas à presidência foi diretor-geral do Departamento Nacional de Obras Contra as Secas entre julho de 1953 e setembro de 1954, quando foi substituído já no governo Café Filho.